# Filóstrato de Lemnos
Filóstrato (en griego antiguo Φιλόστρατος / en latín Lucius Flavius Philostratus), llamado «Filóstrato de Lemnos» (nacido ca. 215, prob. en la isla de Lemnos) fue un filósofo, historiador y rétor sofista de lengua griega.
Estaba emparentado, como yerno, sobrino, hijo o nieto, con Flavius Philostratus, Filóstrato de Atenas, también sofista, nacido igualmente en la isla de Lemnos, aunque desarrolló su carrera fundamentalmente en Atenas.
Se atribuyen a este Filóstrato (de Lemnos):
- Las Imágenes o Cuadros (griego: Εἰκόνες / Eikones), una galería antigua de 64 cuadros. (Hubo una segunda serie atribuida a Filóstrato el joven.)
- También las denominadas Heroicas (Ηρωικὰ o Ηρωικὸς).